# 黃守誠
黃守誠（1928年1月11日—2012年9月1日），河南湯陰縣人，作家，筆名歸人、黎芹、康稔，後到台灣，1971年獲中華民國中國文藝協會獎章。

## 簡歷
黃守誠為北平大同中學高中肄業，安陽高中畢業，河南私立嵩華學院畢業。
黃守誠曾任雜誌、報紙、廣播公司主編；中學教師、師專、商專、師範學院講師、副教授等職三十餘年，主講文學評論、新文藝寫作；著有小說、散文、報導文學、傳記文學及學術專著約二十餘部。
1971年獲中華民國中國文藝協會獎章。於國立花蓮師範學院語文系副教授任內退休。

## 文學作品

### 小說
- 《弦外》，國立治政大學出版委員會出版（1967）
- 《短歌行》，光啟出版（1969）
- 《尋》，臺灣商務出版（1973）
- 《擊衣記》，（1984）

### 散文
- 《登樓賦》，水芙蓉出版（1976）
- 《在懸崖上》，水芙蓉出版（1979）
- 《蓮花的芬芳》，水芙蓉出版（1982）
- 《哥哥的照片》，光啟出版（1982）
- 《鍾情與摯愛》，健行出版（1994）
- 《讀書與讀人》，臺中市立文化中心出版（1997）

### 文集
- 《夢華集》，光啟出版（1963）
- 《懷念集》，光啟出版（1964）
- 《風雨集》，光啟出版（1966）
- 《臺上》，霧峰出版（1969）
- 《蹝跡》、《蹤跡》，大林出版（1972）
- 《煙》，經綸出版（1972）
- 《歸人自選集》

### 傳記
- 《曹子建評傳》，水牛出版（1987）
- 《曹子建新探》，雲龍出版社出版（1998-09-15）
- 《劉真傳》，三民書局出版（1998-12-07）

### 文藝理論
- 《文學初探》，光啟出版（1976）

### 文學評論
- 《國家不幸詩家幸》，遠流出版（2003-10-16）

### 現代文化史
- 《東部釆風錄》，文建會出版（1984）

### 編選
- 《楊喚書簡》，霧峰出版（1969）
- 《楊喚詩集》，洪範出版（1975）